# Російське православ'я

Триконечний хрест Російської православної церкви. Похила нижня перекладина символізує підставку для ніг, а верхня — титул (часто «INBI»), прикріплений римською владою до хреста Христа під час його розп'яття.

Російське православ'я (рос. Русское православие), деколи відоме як московське православ'я — це сукупність кількох церков у межах більшої спільноти східного православного християнства, літургія яких проводиться або традиційно проводилася церковнослов'янською мовою. Більшість церков російської православної традиції є частиною Східної Православної Церкви.

## Історія
Історично термін «грецькі православні» використовувався для опису всіх східних православних церков, оскільки термін «грецький» може стосуватися спадщини Візантійської імперії. Однак Вселенський Константинопольський патріархат, як центр влади, поступово втратить значну частину свого авторитету в очах православних вірян після унії з Римом в 1439 році. У грудні 1448 року Російська Православна Церква де-факто проголосила свою автокефалію, призначивши Іону, російського єпископа, митрополитом Київським і всієї Русі (з постійною резиденцією в Москві) без схвалення Константинопольського Патріарха Григорія III замість прихильника унії Ісидора Київського. Після падіння Константинополя і припинення православно-католицької унії внутрішні проблеми щодо статусу Російської Церкви призведуть до поділу між грецькими й російськими вірянами в рамках Східного християнства. Втративши свій християнський базилік після турецького завоювання, московські правителі незабаром почали вважати себе справжніми царями (цей титул вже використовував Іван III), а тому, на їхню думку, центр Східної Православної Церкви повинен знаходитися в Москві, і, таким чином, єпископ Московський повинен стати главою православ'я. Завдяки тому, що деякі православні віряни називали Москву «Третім Римом» або «Новим Римом», Російська Церква здобула вплив у православному світі за межами Османської імперії. Після цієї події у слов'янському православному світі виникне низка доктринальних і літургійних розбіжностей, і він буде відрізаний від свого грецького побратима. Попри закінчення розколу в 1560 році, до середини 17-го століття релігійна практика Російської Православної Церкви відрізнялася від практики Грецької Православної Церкви. Зрештою, Патріарх Московський Никон реформував церкву і привів більшість її практик у відповідність до сучасних форм греко-православного богослужіння. Однак ці зміни були відкинуті великою групою традиціоналістів, які стали відомими як старообрядці.

## Церковні органи

### Частина Східного православної спільноти
- Автокефальні Церкви:
  - Чеська і Словацька Православна Церква
  - Православна Церква в Америці (крім румунських, болгарських та албанських етнічних єпархій)
  - Польська Православна Церква
  - Російська Православна Церква
    - Церкви, що належать до Російської Православної Церкви:
      - Автономні Церкви (визнані):
        - Білоруська Православна Церква
        - Латвійська Православна Церква
        - Російська Православна Церква за кордоном

      - Автономні Церкви (напіввизнані):
        - Естонська Православна Церква Московського Патріархату
        - Молдавська Православна Церква
        - Православна Церква Китаю
        - Православна Церква Японії

      - Екзархати:
        - Архієпархія Російських Православних Церков у Західній Європі
        - Патріарший екзархат у Західній Європі
        - Патріарший екзархат у Південно-Східній Азії
        - Російська Православна Церква у Фінляндії
        - Патріарші парафії Російської Православної Церкви в США
- Церкви під юрисдикцією Константинопольського Патріархату (самі не є частиною російського православ'я):
  - Автономні Церкви (визнані):
    - Православна Церква Фінляндії

  - Автономні Церкви (напіввизнані):
    - Естонська Апостольська Православна Церква

  - Екзархати:
    - Американська карпато-руська Православна Єпархія
- Церкви з невизначеним статусом:
  - Українська Православна Церква

### Поза межами православного спілкування
Неканонічні церковні структури, що відкололися від Російської православної церкви та її автономних церков:
- Американська Православна Католицька Церква (недійсна)
- Білоруська автокефальна православна церква
- Старообрядці
  - Безпопівці
    - Поморська староправославна церква

  - Попівці
  - Білокриницька ієрархія
    - Російська православна старообрядницька церква
    - Липованська православна старообрядницька церква

  - Російська православна старообрядницька церква
  - Єдиновірство
- Російська істинно-православна церква
- Російська православна автономна церква